# Chiloé
Chiloé is een archipel (Archipiélago de Chiloé), het op een na grootste eiland van Chili (Isla Grande de Chiloé) en tevens een provincie van Chili. De hoofdstad is Castro. Het hoofdeiland werd voor de komst van de Spanjaarden in 1567 bewoond door de Mapuche.
De kerken van Chiloé zijn een UNESCO-werelderfgoed sinds 2000, vanwege hun unieke vorm van houten architectuur en de mestiezencultuur die zij vertegenwoordigen. Er zijn op Chiloé zestig kerken die tot deze typologie behoren.
De komst van jezuïeten was verantwoordelijk voor de bouw van deze kerken. De missionarissen reisden rond door de archipel, de kerken werden in de tussentijd door leken onderhouden. Het spookschip Caleuche speelt een belangrijke rol in de mythologie van het land.

## Gemeenten
Chiloé is verdeeld in tien gemeenten:
- Ancud
- Castro
- Chonchi
- Curaco de Vélez
- Dalcahue
- Puqueldón
- Queilén
- Quellón
- Quemchi
- Quinchao